# Martin Widerer
Martin Heinrich Widerer (* 13. Juli 1771 in Passau; † 2. April 1837 ebenda), auch Martin Wiederer war ein bayerischer Jurist und Kommunalpolitiker.

## Werdegang
Martin Widerer war der Sohn eines Kupferschmieds in Passau-Ort. Er begann seine juristische Laufbahn als Adjunkt beim Stadtschreiber Herkules und wurde nach dessen Tod magistratischer Justiz-Administrator. Von 1806 bis 1812 war er Bürgermeister von Passau. Anschließend wurde er Protokollist des königlich-bayerischen Kreis- und Stadtgerichts in Passau.
Durch die französische Besatzung von 1806 bis 1809, eine Typhus-Epidemie und die große Hungersnot der Jahre 1816 und 1817 hatte Passau zu dieser Zeit viel zu erleiden. Daraufhin  richtete Widerer eine Volksspeiseanstalt im St.-Johannis-Spital ein.